# Львівський обласний комітет Комуністичної партії України
Львівський обласний комітет Комуністичної партії України — орган управління Львівською обласною партійною організацією КП України (1939–1991 роки). Львівська область утворена 27 листопада 1939 року.

## Перші секретарі обласного комітету (обкому)
- 27 листопада 1939 — червень 1941 — Грищук Леонід Степанович
- квітень 1944 — 12 січня 1949 — Грушецький Іван Самійлович
- 12 січня 1949 — 6 січня 1950 — Коваль Борис Андронікович
- 6 січня 1950 — 17 лютого 1951 — Грушецький Іван Самійлович
- 17 лютого 1951 — 4 квітня 1952 — Чучукало Василь Данилович
- 15 квітня 1952 — 9 лютого 1954 — Сердюк Зиновій Тимофійович
- 9 лютого 1954 — 11 лютого 1961 — Лазуренко Михайло Костянтинович
- 11 лютого 1961 — 17 грудня 1962 — Грушецький Іван Самійлович
- 17 грудня 1962 — 9 січня 1963 — Куцевол Василь Степанович
- 9 січня 1963 — 14 грудня 1964 (промисловий) — Куцевол Василь Степанович
- 11 січня 1963 — 14 грудня 1964 (сільський) — Ванденко Леонід Степанович
- 14 грудня 1964 — 28 листопада 1973 — Куцевол Василь Степанович
- 28 листопада 1973 — 20 березня 1987 — Добрик Віктор Федорович
- 20 березня 1987 — 14 квітня 1990 — Погребняк Яків Петрович
- 14 квітня 1990 — серпень 1991 — Секретарюк В'ячеслав Васильович

## Другі секретарі обласного комітету (обкому)
- 27 листопада 1939 — червень 1941 — Мацько Микола Григорович
- липень 1944 — травень 1945 — Гапочка Павло Микитович
- травень 1945 — грудень 1945 — Пінчук Григорій Павлович
- січень (затв. у квітні) 1946 — березень 1948 — Мазепа Іван Ілліч
- березень (затв.) 1948 — лютий 1951 — Зленко Андрій Никифорович
- лютий 1951 — червень 1953 — Литвин Костянтин Захарович
- червень 1953 — 17 лютого 1954 — Дудикевич Богдан Корнилович
- 17 лютого 1954 — 29 вересня 1955 — Бабійчук Ростислав Володимирович
- 29 вересня 1955 — 11 січня 1958 — Кошевський Петро Сидорович
- 11 січня 1958 — 9 січня 1963 — Коваль Федір Тихонович
- 9 січня 1963 — 14 грудня 1964 (промисловий) — Слюсаренко Віталій Андрійович
- 11 січня 1963 — 14 грудня 1964 (сільський) — Телішевський Тимофій Дмитрович
- 14 грудня 1964 — 28 лютого 1969 — Слюсаренко Віталій Андрійович
- 28 лютого 1969 — 20 листопада 1971 — Єльченко Юрій Никифорович
- 20 листопада 1971 — 18 травня 1988 — Святоцький Василь Олександрович
- 18 травня 1988 — 20 листопада 1990 — Борисюк Віктор Миколайович
- 24 листопада 1990 — серпень 1991 — Сітарчук Андрій Семенович

## Секретарі обласного комітету (обкому)
- 27 листопада 1939 — червень 1941 — Давиденко Степан Денисович (3-й секретар)
- 27 листопада 1939 — червень 1941 — Приходько А.Д. (по пропаганді)
- 27 листопада 1939 — 3 квітня 1941 — Гайдамака Георгій Трохимович (по кадрах)
- 3 квітня 1941 — червень 1941 — Гайдамака Георгій Трохимович (по транспорту)
- 3 квітня 1941 — червень 1941 — Рудич Михайло Антонович (по промисловості)
- квітень 1941 — червень 1941 — Горбань Федір Григорович (по легкій і місцевій промисловості)
- квітень 1941 — червень 1941 — Бурлака Федот Панкратович (в.о., по кадрах)
- квітень 1944 — березень 1947 — Ніколаєнко Василь Сидорович (3-й секретар)
- квітень 1944 — серпень 1946 — Бурлака Федот Панкратович (по кадрах)
- 1944 (затв. у травні 1945) — квітень 1946 — Мазепа Іван Ілліч (по пропаганді)
- квітень 1946 — листопад 1947 — Желяк Прокопій Несторович (по пропаганді)
- вересень 1946 — лютий (квітень) 1947 — Рудич Михайло Антонович (по кадрах)
- затв. лютий 1947 — січень 1949 — Дзюба Родіон Маркович (по кадрах)
- затв. березень 1947 — лютий 1951 — Горбань Федір Григорович (3-й секретар)
- листопад 1947 — 28 квітня 1950 — Ломов Григорій Іванович (по пропаганді)
- 11 січня 1949 — 29 вересня 1950 — Іщенко Іван Архипович (по кадрах)
- 28 квітня 1950 — лютий 1951 — Гаркуша Леонід Ваніфатійович (по пропаганді)
- 29 вересня 1950 — вересень 1952 — Добровольський Семен Степанович (по кадрах)
- лютий 1951 — лютий (оф. 7 червня) 1952 — Коваль Федір Тихонович (по пропаганді)
- лютий 1951 — вересень 1952 — Горобець Іван Григорович (3-й секретар)
- 7 червня 1952 — 9 лютого 1954 — Лазуренко Михайло Костянтинович (по ідеології)
- 17 лютого 1954 — 8 червня 1959 — Джугало Володимир Федорович
- 19 червня 1954 — 29 вересня 1955 — Кошевський Петро Сидорович (по сільському господарству)
- 19 червня 1954 — 9 січня 1963 — Слюсаренко Віталій Андрійович (по промисловості)
- 29 вересня 1955 — 23 січня 1957 — Юр Панас Романович (по ідеології)
- 15 квітня 1957 — 11 січня 1958 — Крєпкий Костянтин Федотович (по ідеології)
- 11 січня 1958 — 25 травня 1961 — Кошевський Петро Сидорович (по сільському господарству)
- 8 червня 1959 — 9 січня 1963 — Тарнавський Ілля Євстахійович
- 14 липня 1961 — 9 січня 1963 — Ванденко Леонід Степанович (по сільському господарству)
- 9 січня 1963 — 14 грудня 1964 — Маланчук Валентин Юхимович (промисловий по ідеології)
- 9 січня 1963 — 14 грудня 1964 — Тарнавський Ілля Євстахійович (промисловий парт-держ. контроль)
- 11 січня 1963 — 14 грудня 1964 — Чугайов Володимир Петрович (сільський по ідеології)
- 11 січня 1963 — 14 грудня 1964 — Остапенко Андрій Маркіянович (сільський парт-держ. контроль)
- 14 грудня 1964 — 28 листопада 1973 — Ванденко Леонід Степанович (по сільському господарству)
- 14 грудня 1964 — 5 вересня 1969 — Чугайов Володимир Петрович (по ідеології)
- 14 грудня 1964 — 17 лютого 1967 — Маланчук Валентин Юхимович
- 14 грудня 1964 — лютий 1966 — Тарнавський Ілля Євстахійович (парт-держ. контроль)
- 17 лютого 1967 — 19 липня 1986 — Падалка Анатолій Захарович (по промисловості)
- 5 вересня 1969 — 16 лютого 1974 — Пирожак Казимир Іванович (по ідеології)
- 28 листопада 1973 — 28 червня 1979 — Попов Валентин Петрович (по сільському господарству)
- 16 лютого 1974 — 23 квітня 1988 — Яремчук Дмитро Антонович (по ідеології)
- 28 червня 1979 — 4 липня 1989 — Василів Мирон Григорович (по сільському господарству)
- 19 липня 1986 — 28 грудня 1989 (офіційно 18 серпня 1990) — Вознюк Лариса Миколаївна (по соціально-економічному розвитку)
- 23 квітня 1988 — серпень 1991 — Гончарук Володимир Євтихійович (по ідеології)
- 21 липня 1989 — серпень 1991 — Диміцький Богдан Пилипович (по сільському господарству)
- 28 грудня 1989 — серпень 1991 — Пилипчук Олександр Олександрович (по соціально-економічному розвитку)

## Заступники секретарів обласного комітету (обкому)
- квітень 1944 — листопад 1946 — Гайдаренко Андрій Онисимович (заст. секретаря обкому із промисловості)
- червень 1944 — листопад 1948 — Петрушко Владислав Іванович (заст. секретаря обкому із легкої і місцевої промисловості)
- затв. червень 1945 — грудень 1946 — Волков І.М. (заст. секретаря обкому із транспорту)
- 1945 /затв. у жовтні 1946/ — листопад 1948 — Казановський Олександр Васильович (заст. секретаря обкому із будівництва і будівельних матеріалів)
- затв. квітень 1946 — листопад 1948 — Кузнецов Іван Григорович (заст. секретаря обкому із паливної промисловості)
- затверджений листопад 1946 — листопад 1948 — Томенко Микола Макарович (заст. секретаря обкому по торгівлі і громадському харчуванню)
- затверджений листопад (оф. 25 грудня) 1946 — березень 1947 — Горбань Федір Григорович (заст. секретаря обкому із промисловості)
- затверджений грудень 1946 — серпень 1948 — Гайдамака Георгій Трохимович (заст. секретаря обкому із транспорту)